# Gapyeong
Quận Gapyeong (Hán-Việt: Gia Bình) là một quận ở đạo (tỉnh) Gyeonggi, Hàn Quốc. Quận này có diện tích 843,26 km², dân số năm 2003 là 55.415 người.  Đây là nơi diễn ra trận Kapyong, một trận lớn trong chiến tranh Triều Tiên.
Nhành phía bắc của sông Han chảy qua huyện này.

## Đơn vị kết nghĩa
- Kota Kinabalu, Malaysia[1][2]
- Gangnam-gu, Hàn Quốc
- Cedar City, Utah, Hoa Kỳ